# 緯穎科技
緯穎科技服務股份有限公司（ 臺證所：6669），簡稱緯穎科技，公司業務於提供超大型資料中心 (Hyperscale Data Center) 及雲端基礎架構 (Cloud Infrastructure)各項產品及系統的解決方案。同時為緯創集團子公司，全球員工約4,725名。緯穎與緯創為目前2020年台灣伺服器合計出貨量第一的集團。
2013年5月工研院與緯穎、英業達、華碩、台達電等八家業者組成OCPT(台灣開放運算計畫,Open Compute Project Taiwan)。
2020年6月5日，台灣50指數新增緯穎。
2023年，緯穎在AI伺服器市場中的戰略定位，特別是針對如Meta、Microsoft和AWS等雲端服務提供商的需求，佔據了全球伺服器採購量的近50%，展現了緯穎在業界的重要角色。
緯穎也積極採用NVIDIA的最新技術。2024年，緯穎在NVIDIA GTC 2024大會上展示了基於NVIDIA GB200 NVL72系統的AI計算解決方案。該系統搭載了Grace Blackwell超級晶片，在AI模型推理速度、能源效率和可擴展性方面實現了重大進展。
2024年，緯穎被TIME雜誌評選為全球最具永續性的公司之一，全球排名第416位，台灣排名第15位。

## 外部連結
- （繁體中文）（英文）官網 （页面存档备份，存于）